# Altastenberg
Altastenberg ist ein Stadtteil von Winterberg in Nordrhein-Westfalen (Deutschland).
Er ist ein staatlich anerkannter Heilklimatischer Kurort und zählt zu den Höhendörfern der Stadt. Altastenberg ist mit 740 bis 790 m ü. NN der höchstgelegene Ort des Sauerlands und somit auch von Nordrhein-Westfalen. Das Dorf hat mehr als 300 Einwohner.

## Geographische Lage
Altastenberg liegt im Südostteil des Hochsauerlandkreises etwa zwei Kilometer nordwestlich des Kahlen Astens (841,9 m ü. NN), rund zwei Kilometer westlich des Brembergs (810 m ü. NN) und zirka 4,5 Kilometer (je Luftlinie) westlich von Winterberg. Es befindet sich zwischen den Quellgebieten bzw. Oberläufen der Lenne im Süden und der Neger im Nordwesten, nahe dem Hauptkamm des Rothaargebirges, über den ein Teil der Rhein-Weser-Wasserscheide verläuft.

## Geschichte

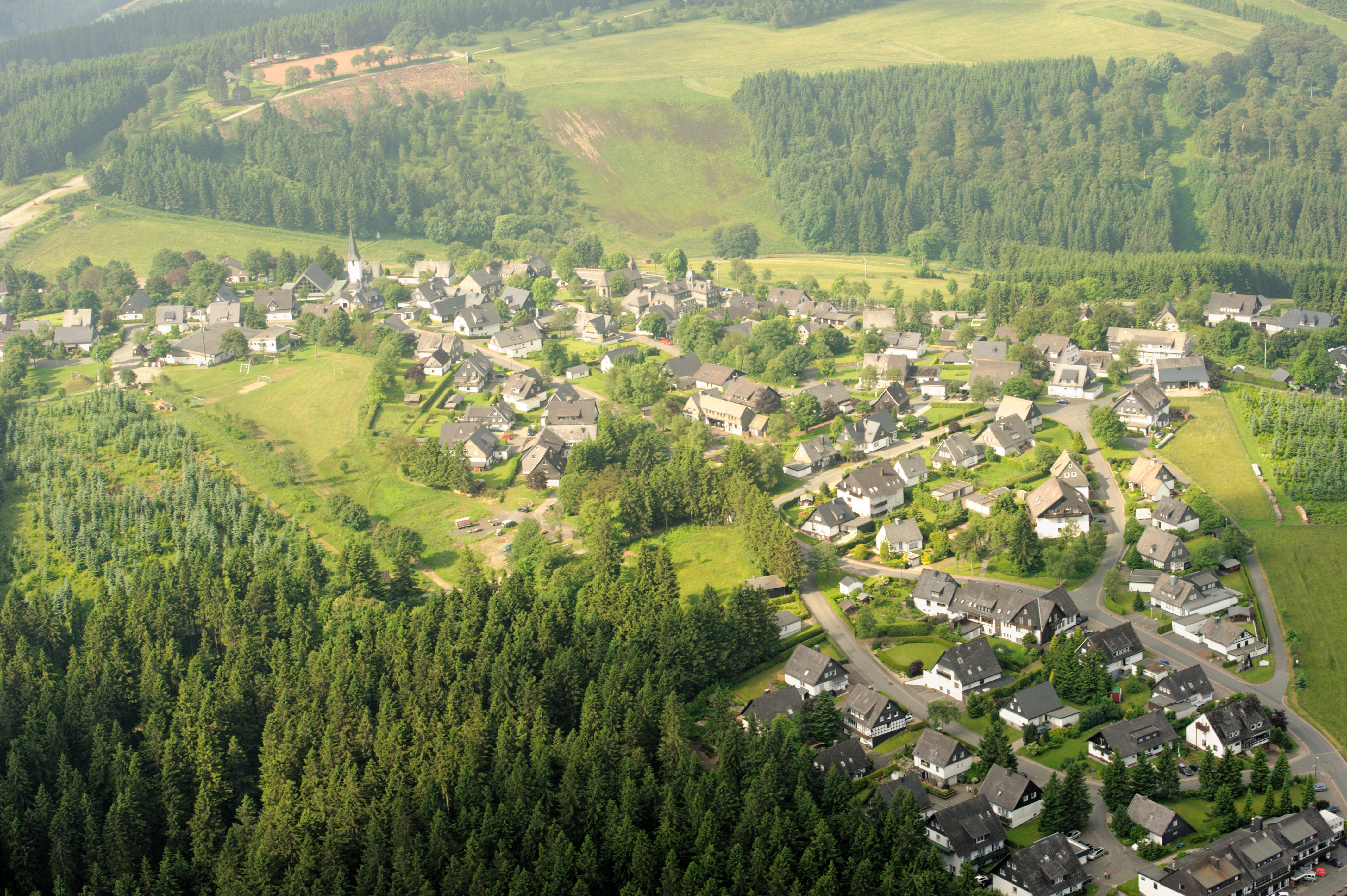
Altastenberg, Blick von Nordosten

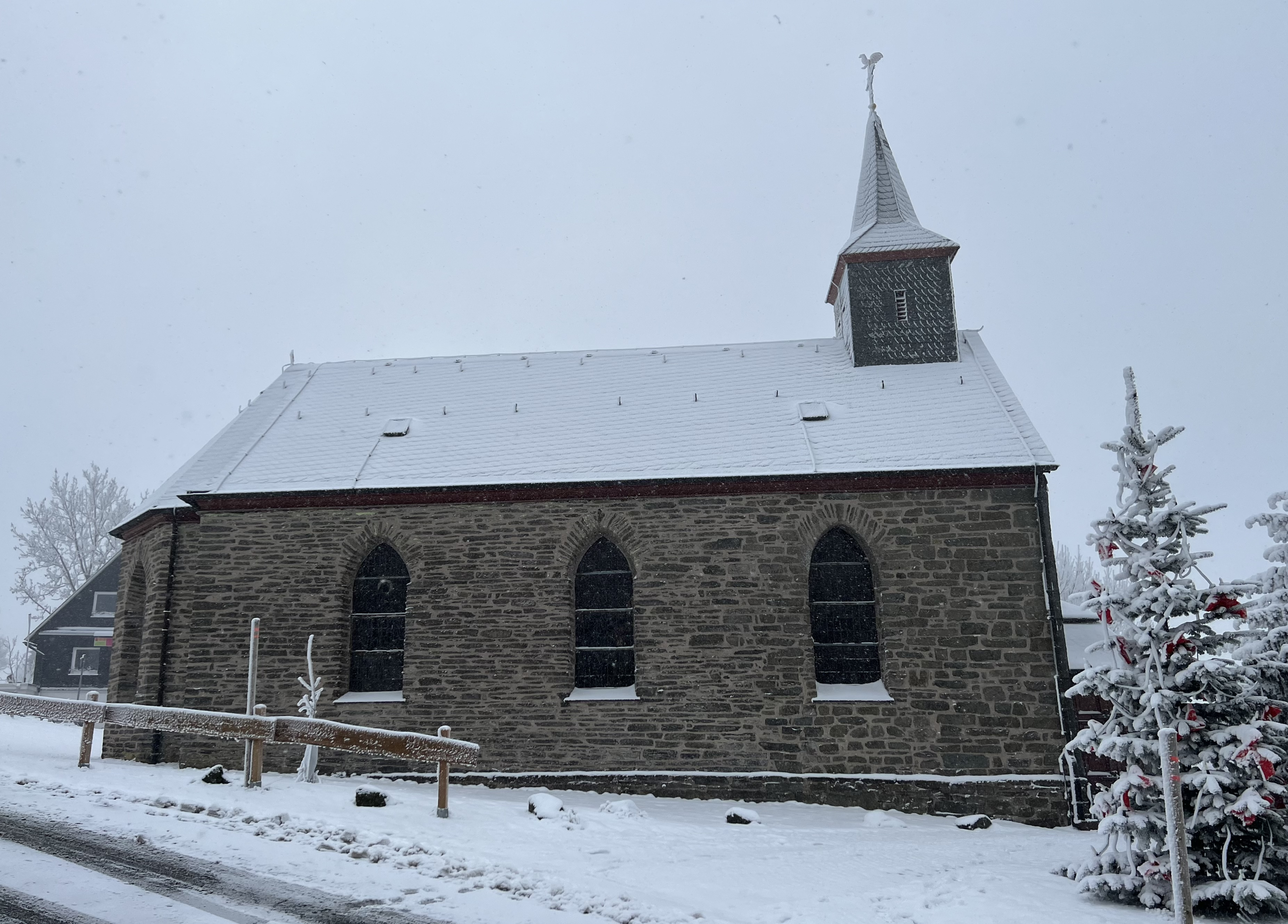
St. Erasmuskapelle

Der ursprünglich nach der Flurbezeichnung „Lichtenscheid“ genannte Ort wurde um 1540 von Johann von Hanxleden angelegt, als er dort Köhler und Hirten ansiedelte. Damit geriet er in Konflikt mit den Bürgern von Winterberg, die das Land für sich beanspruchten. Über das Gebiet beanspruchte bis zum Ende der kurkölnischen Herrschaft der Graf von Waldeck zumindest Abgaben, wenn nicht gar die Landesherrschaft, weil er das Land dem Hanxleden verpachtet hatte. Um 1600 gehörte der Ort zum Patrimonialgericht Oberkirchen, dessen Gerichtsherr zu dieser Zeit Kaspar von Fürstenberg war. Um 1563 hatte der Ort vermutlich drei, um 1600 sechs, 1630 zehn und 1720 vierzehn Hofstätten.
Hexenverfolgungen sind für das Jahr 1630 mit vier hingerichteten und verbrannten Personen nachweisbar. Kirchlich war der Ort bis 1785 Winterberg zugeordnet. Bis zu dieser Zeit gehörten die Astenberger zur dortigen Pfarrei St. Jakobus und wurden dann abgepfarrt. Ihre Toten wurden bis dahin ebenfalls auf dem Kirchhof der Winterberger Pfarrkirche begraben. Für 1720 ist im Pfarrarchiv St. Jakobus in Winterberg überliefert, dass jährlich jeder Hofbesitzer an den Pfarrer einen Schlitten Holz bringen musste. Bei Ablieferung erhielt er eine Kanne Bier, ein wenig Butter und Brot sowie Heu für die Pferde. Seit dem 18. Jahrhundert gab es zunächst eine Kapelle, bis in den Jahren 1971/1972 eine neue Kirche erbaut wurde.
Ab dem 18. Jahrhundert wurde der Ort im Gegensatz zu dem südlich vom Kahlen Asten neu entstandenen Dorf Altastenberg genannt.
Die Einwohner waren zumeist als Hirten, Köhler und Fuhrleute tätig. Die Herstellung und der Verkauf von Holzwaren im Wanderhandel boten neben einer kärglichen Landwirtschaft und vielleicht dem Schieferbergbau im Nachbarort Nordenau bescheidene Möglichkeiten für einen Nebenverdienst.
Bis zum Ende des Zweiten Weltkriegs blieb der Ort von Kampfhandlungen verschont. Erst ab Anfang 1945 kam es immer wieder zu Angriffen von Tieffliegern der Alliierten, ohne nennenswerten Schaden anzurichten. Am 16. März wurde eine Nachrichtenabteilung der Wehrmacht ins Dorf und in Baracken am Kahlen Asten einquartiert. Zum Bau einer geplanten Abschussbasis für die V2 kam es nicht mehr. Vom Dorf konnten Einwohner immer wieder die Feuerschweife von V2-Raketen sehen, welche wie man vermutete aus dem Gebiet von Frankenberg (Eder) abgeschossen wurden. Am 29. März erschien ein Generalmajor der Wehrmacht und erklärte sich zum Ortskommandanten mit dem Auftrag, den Kampf im Ort gegen die alliierten Truppen zu organisieren. Am 1. und 2. April erreichten 27 Panzer der Panzer-Lehr-Division mit ihrem Kommandeur das Dorf und bezogen hier Abwehrstellungen. Verhängnisvoll war, dass diese Panzer in unmittelbarer Nähe der Häuser postiert wurden. Am 2. April beschossen erstmals US-Truppen diese Stellungen. Der an diesem Tag ins benachbarte Winterberg geschickte Volkssturm floh zurück in Richtung Altastenberg, wo er von Amerikanern gefangen genommen und nach Neuastenberg gebracht wurde. Am 3. April zog die Wehrmacht den Großteil der Soldaten ohne die Panzer nach Nordenau und zum Großen Bildchen zurück. Die US-Truppen beschossen erneut am 4. April von Neuastenberg aus die verbliebenen Einheiten der Wehrmacht. Gegen Mittag begann ein etwa sechsstündiger Straßenkampf, bei dem immer mehr Gebäude im Dorf getroffen und zum Teil zerstört wurden. Schließlich zog sich die Wehrmacht vor der Übermacht der US-Truppen in Richtung Großes Bildchen zurück. Dort hatte sie schon vorher neue Kampfstellungen gebaut und Minen verlegt. In der Nacht zum 5. April beschoss nun die Wehrmacht Altastenberg von dort aus und aus Richtung Siedlinghausen. Dabei wurden weitere Häuser beschädigt oder zerstört. Auch ein Lager der IG Farben, Niederlassung Leverkusen, die Geräte im Schützenzelt ausgelagert hatte, verbrannte. Die Bevölkerung, etwa 100 Menschen, war während der Kämpfe in den alten feuchten Schieferstollen beim Dorf geflohen, in den am 4. April weitere 25 Personen aus dem Keller eines zerstörten Gebäudes sich in Sicherheit brachten. Bereits am 6. April konnten die Stollenbewohner mit Erlaubnis der Amerikaner ins Dorf zurückkehren. Ein Teil der Bewohner war vorher von den US-Truppen nach Neuastenberg evakuiert worden. Einen Tag später zogen die US-Kampftruppen weiter. Im Dorf sollen bei den Kämpfen 16 deutsche Soldaten umgekommen sein, von denen zwei auf dem Dorffriedhof beerdigt wurden. Die Zahl der amerikanischen Gefallenen blieb unbekannt. Die deutschen Truppen hatten im Ortsgebiet zahlreiche Minen verlegt. Bei Explosionen starben später Einwohner von Winterberg und britische Soldaten.
Im Zweiten Weltkrieg fielen 19 Altastenberger. Die meisten von ihnen starben als Soldaten an der Ostfront oder in Kriegsgefangenschaft. Daneben kam eine Zivilperson ums Leben.
Nach dem Ende des Zweiten Weltkrieges gehörte der Ort zunächst zur britischen Besatzungszone und war später ein Teil des neuentstandenen Landes Nordrhein-Westfalen.
Am 1. Januar 1975 wurde Altastenberg in die Stadt Winterberg eingegliedert.

## Tourismus und Sehenswertes

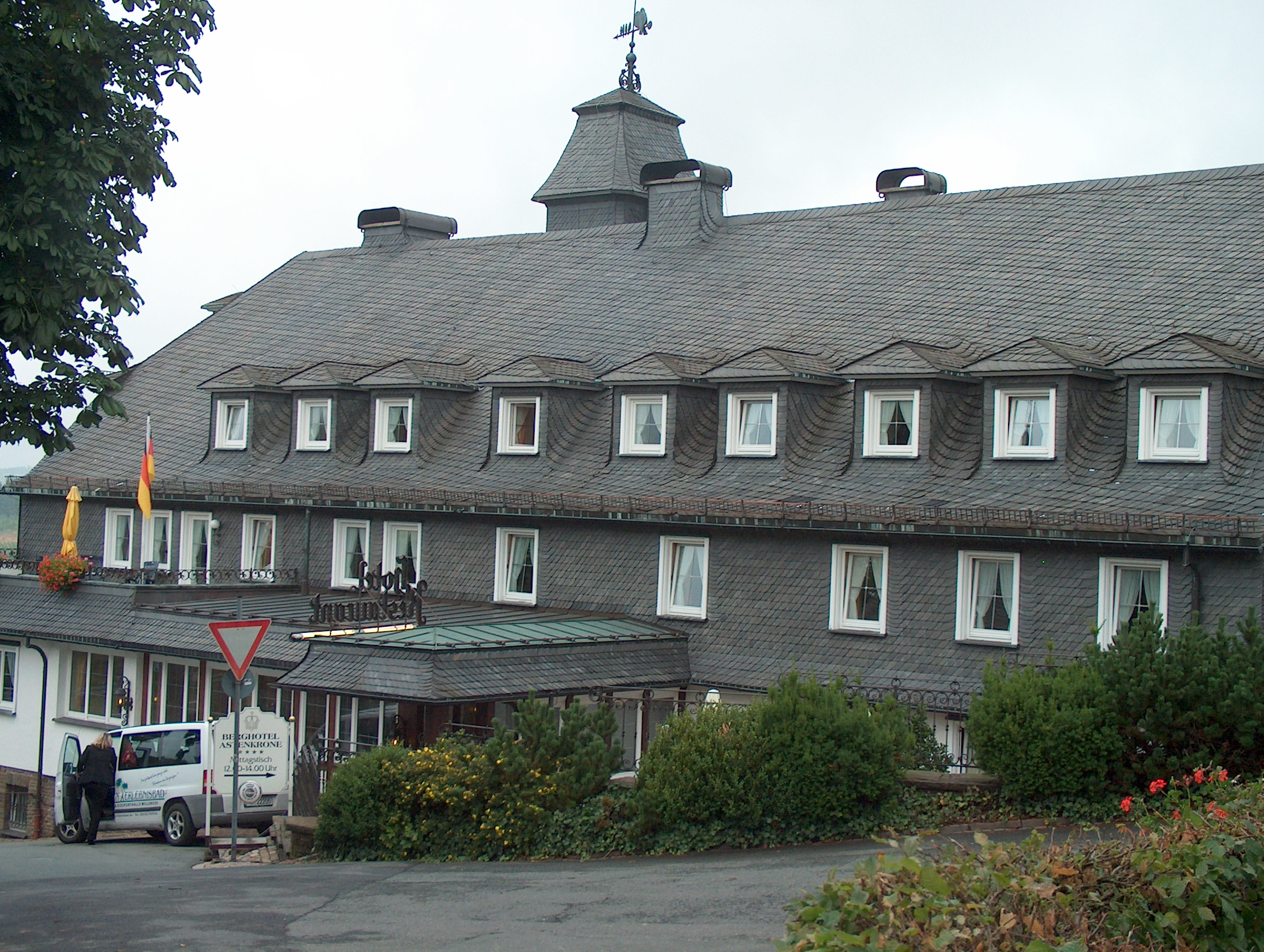
Hotel in Altastenberg

Heute ist der Tourismus der Hauptwirtschaftszweig in Altastenberg. Bekannt ist die Ortschaft unter anderen durch ihre Wintersportstätten. Zum nahen Skiliftkarussell Winterberg beträgt die Entfernung nur wenige Hundert Meter. Direkt am Ortseingang gibt es Skilifte, eine Loipe und eine Skisprungschanze (Westfalenschanze). Der so genannte Sahnehang wird im Winter von Skifahrern, Snowboardfahrern und Rodlern aufgesucht. Auch im Sommer ist der Ort wegen seiner Sportstätten und sonstiger Erholungsmöglichkeiten gut besucht. Altastenberg liegt direkt am Rothaarsteig am Kahlen Asten. Sehenswert ist die Kreuzbergkapelle von 1867 und die Kapelle St. Erasmus von 1826.